# Андрівка
А́ндрівка — село в Україні, у Бердянському районі Запорізької області, центр сільської громади. Розташоване на річці Кільтиччі, за 45 км на північ від районного центру та за 25 км від найближчої залізничної станції Єлизаветівки Придніпровської залізниці. Населення становить 1426 осіб.

## Географія

### Розташування
Село Андрівка знаходиться на березі річки Кільтиччя, вище за течією на відстані 3 км розташоване село Полоузівка, нижче за течією примикає село Трояни. Поруч проходить залізниця, станція Трояни за 1 км.

### Корисні копалини
Поблизу села на березі Кільтиччі є поклади пегматиту і польового шпату.

## Історія
В околицях села Троян — 13 курганів доби пізньої бронзи, з яких один розкопаний (І тисячоліття до н. ери).
Заснована Андрівка 1861 року болгарськими переселенцями з Бессарабії на місці колишнього ногайського поселення Канжигали.

## Економіка
ВАТ Оріхівський кар'єр формувальних матеріалів.

## Об'єкти соціальної сфери
- Школа.
- Дитячий садочок.
- Будинок культури.
- Лікарня.
- Пошта.

## Постаті
- Кюрчев Володимир Миколайович (* 1955) — доктор технічних наук, професор, член-кореспондент Національної академії аграрних наук України, Заслужений працівник освіти України.